# Will South (músico)
Will South (nacido William David South) es un músico de origen inglés (Penzance, Cornualles) nacido el 14 de febrero de 1983, es más conocido por ser el vocalista, compositor, pianista, escritor y guitarrista de la banda Thirteen Senses.
Género musical: Rock alternativo, rock indie, brit- rock, brit-pop.

## Inicios en la música
Nació un 2 de febrero de 1983, en Penzance, Cornualles (Inglaterra), su nombre completo es William David South.
Will South siempre tuvo interés en todo lo referente a lo musical, comenzó a escribir y componer desde muy joven.
En la época estudiantil, Will South compuso y escribió canciones, luego se las mostró a su amigo Adam Wilson, quien le expresó que las canciones le agradaban y de esta manera decidieron comenzar la banda Soul Magician, posteriormente conocieron a Tom Welham y Brendon James, quienes serían los futuros miembros de dicha banda. Will comenzó siendo el compositor, escritor, pianista y guitarrista de la banda, después de un tiempo decidieron cambiarle el nombre a la banda, pasando de ser "Soul Magician" a Thirteen Senses, explicando que este cambio se debió a que el antiguo nombre no reflejaba lo que la banda era enrealidad.
Will es considerado el líder de la banda y fundador de la misma, ya que fue suya la idea inicial de crearla.
Cita procedente de "Zoom Music Club":
"Will ha sido músico profesional desde hace más de diez años. Formó la banda Thirteen Senses en Cornualles en 2001 y pasó a firmar con Mercury Records y liberar 3 álbumes en todo el mundo, incluyendo un disco de oro y numerosos top 40 singles. Más recientemente, también ha perseguido intereses musicales detrás de las escenas, componer música para cine y televisión y canciones co-escribir con otros artistas. Su música se ofrece en muchos programas de televisión populares y anuncios de todo el Reino Unido, Europa y América."

## Voz
Will posee una voz notoriamente tenor, con una particular habilidad para las notas agudas, aunque también lo hace bien con notas graves (Into The Fire (Acoustic).
Su estilo de música y canto ha sido comparada en varias ocasiones con Chris Martin (Coldplay) y Tom Chaplin (Keane). En una entrevista a Tiscali, Will aceptó que de alguna manera fueron (Thirteen Senses) influenciados por Coldplay.
Se puede apreciar la "maduración" de su voz con el transcurso del tiempo, entre el álbum "Falls From The Dark" y el último álbum lanzado hasta ahora "Crystal Sounds".

## Otros proyectos
Aparte de Thirteen Senses, Will ha desempeñado su papel como músico en otras partes, como siendo uno de los miembros de "Zoom Zoom Music club band", una especie de escuela, que se dedica a introducir a niños pequeños en la música, proyecto realizado en conjunto con Julie Zoom.
También compuso canciones para el cine y la televisión y ha coescrito canciones con otros artistas.
- Datos: Q16648054